# Джон Бестолл
Джон Бестолл (англ. John Bestall, 25 лютого 1963) — австралійський хокеїст на траві.
Срібний призер Олімпійських Ігор 1992 року, учасник 1988 року.